# WOWAKA
WOWAKA (thường viết thành wowaka, tiếng Nhật: ヲワカ, sinh ngày 4 tháng 11 năm 1987 – mất ngày 5 tháng 4 năm 2019), còn được biết với tên nghệ danh Genjitsu Touhi P (現実逃避P) là một nhạc sĩ người Nhật Bản, được biết nhiều nhất vì đóng góp những bài nhạc vocaloid nhờ sử dụng phần mềm Hatsune Miku.

## Tiểu sử và sự nghiệp
Wowaka bắt đầu hứng thú với việc tham gia một ban nhạc rock với tư cách là một người chơi guitar trong giữa năm học, anh đã gia nhập được một ban ở đại học. Thời gian này, Wowaka bắt đầu soạn những bản nhạc gốc cho ban của anh. Lần đầu được tiếp xúc với vocaloid vào năm 2008, khi anh đang nghe bài hát Last Night, Good Night của livetune. Thích thú với bài hát này, Wowaka thực sự bị sốc khi biết được những bài này chỉ duy nhất một người sáng tác. Anh rời ban nhạc và bắt đầu soạn nhạc nhờ dùng chương trình giọng nói Hatsune Miku vào tháng 4 năm 2009. Wowaka bắt đầu sự nghiệp vocaloid vào tháng 5 năm 2009 khi đăng tải bài hát "In the Gray Zone." (tiếng Nhật: グレーゾーンにて。) trên nền tảng chia sẻ video Niconico Douga. Anh còn được biết dưới nghệ danh "Genjitsu Touhi P" sau khi viết lời miêu tả âm nhạc của mình: "Trốn tránh thực tại, thật tuyệt làm sao!" (tiếng Nhật: 現実逃避って、いいよね！)
Năm 2011, anh tham gia ban nhạc "hitorie" với tư cách là ca sĩ và là một người chơi guitar.

## Qua đời
Sau khi qua đời vào ngày 5 tháng 4 năm 2019 do suy tim, "hitorie" đã hủy lên kế hoạch cho những buổi hòa nhạc và lưu diễn, nhưng không phải là dấu hiệu cho sự chấm dứt của ban nhạc. Sau khi anh qua đời, ban nhạc đã hoãn chuyến lưu diễn theo kế hoạch của họ nhưng vẫn tiếp tục vào tháng 9 để không làm giảm di sản của wowaka.  Ban nhạc đã phát hành 2 album kể từ khi anh qua đời. Thành viên ban nhạc Shinoda thay thế vị trí của wowaka với tư cách là ca sĩ. Vào ngày 1 tháng 6 năm 2019, Hitorie đã tổ chức một buổi hòa nhạc tưởng nhớ. Trong các buổi hòa nhạc Magical Mirai 2019 và Miku Expo Europe 2020 của Hatsune Miku, những lời tri ân đã được tổ chức để tôn vinh anh. Gia đình wowaka đã tổ chức đám tang riêng tư và đã đưa anh đi chôn cất vào 7 tháng 4 năm 2019

## Đĩa nhạc
WOWAKA đã hợp tác với nhiều hãng thu âm và cho ra nhiều album khác nhau, album kỷ niệm 10 năm sinh nhật Hatsune Miku có tên Re:Start, phát vào năm 2017 chính là sự đánh dấu sáu năm không hoạt động vocaloid của anh.

### Album phòng thu
| the monochrome disc                      | - Phát hành: 15 tháng 11 năm 2009 - Hãng thu âm: Hinichijou Records - Định dạng: CD, tải xuống trực tuyến | — |
| World 0123456789                         | - Phát hành: 7 tháng 2 năm 2010 - Hãng thu âm: Hinichijou Records - Định dạng: CD, tải xuống trực tuyến   | — |
| SEVEN GIRLS' DISCORD                     | - Phát hành: 14 tháng 11 năm 2010 - Hãng thu âm: Hinichijou Records - Định dạng: CD                       | — |
| Unhappy Refrain (アンハッピーリフレイン) | - Phát hành: 18 tháng 5 năm 2011 - Hãng thu âm: Balloom - Định dạng: CD, tải xuống trực tuyến             | 6 |
| "—" là không được xếp ở hạng nào.        | |   |

### Album tổng hợp
| Tên | Thông tin |
| --- | --- |
| EXIT TUNES PRESENTS Supernova | - Phát hành: 2 tháng 12 năm 2009 - Hãng thu âm: Exit Tunes - Định dạng: CD - Bài hát đặc trưng: Zureteiku (ずれていく Zureteiku)                             |
| EXIT TUNES PRESENTS Vocalolegend feat. Hatsune Miku (EXIT TUNES PRESENTS Vocalolegend feat.初音ミク)                                                                          | - Phát hành: 20 tháng 1 năm 2010 - Hãng thu âm: Exit Tunes - Định dạng: CD - Bài hát đặc trưng: Two-Faced Lovers (裏表ラバーズ Ura Omote Lovers)             |
| EXIT TUNES PRESENTS Supernova 2 | - Phát hành: 3 tháng 1 năm 2010 - Hãng thu âm: Exit Tunes - Định dạng: CD - Bài hát đặc trưng: Rolling Girl (ローリンガール)                                 |
| LOiD-02 -postrock- LOiD's MiND | - Phát hành: 17 tháng 3 năm 2010 - Hãng thu âm: LOiD - Định dạng: CD - Bài hát đặc trưng: delayed verb                                                       |
| EXIT TUNES PRESENTS Vocalogenesis feat. Hatsune Miku (EXIT TUNES PRESENTS Vocalogenesis feat.初音ミク)                                                                        | - Phát hành: 19 tháng 5 năm 2010 - Hãng thu âm: Exit Tunes - Định dạng: CD - Bài hát đặc trưng: Rolling Girl (ローリンガール)                                |
| VOCAROCK collection feat. 初音ミク | - Phát hành: 21 tháng 7 năm 2010 - Hãng thu âm: FARM RECORDS - Định dạng: CD - Bài hát đặc trưng: World's End Dancehall (ワールズエンド・ダンスホール)       |
| Niconico Touhou Kenbunroku Genkyokushuu (ニコニコ東方見聞録 原曲集 Niconico Touhou Kenbunroku Genkyokushuu)                                                                   | - Phát hành: 5 tháng 1 năm 2011 - Hãng thu âm: BinaryMixx Records - Định dạng: CD - Bài hát đặc trưng: World's End Dancehall (ワールズエンド・ダンスホール)  |
| Letters to U | - Phát hành: 20 tháng 4 năm 2011 - Hãng thu âm: Aniplex - Định dạng: CD - Soạn và biên khúc                                                                  |
| "Niconico Touhou Kenbunroku" Utattemita -Cast Vocal shuu- (「ニコニコ東方見聞録」歌ってみた 〜キャストボーカル集〜 "Niconico Touhou Kenbunroku" Utattemita -Cast Vocal shuu-) | - Phát hành: 27 tháng 4 năm 2011 - Hãng thu âm: BinaryMixx Records - Định dạng: CD - Bài hát đặc trưng: World's End Dancehall (ワールズエンド・ダンスホール) |
| Re:Start | - Phát hành: 30 tháng 8 năm 2017 - Hãng thu âm: Dwango - Định dạng: CD - Bài hát đặc trưng: Unknown Mother-Goose (アンノウン・マザーグース)                  |

### Vocaloid
| Tên                                                                 | Năm  | Ghi chú                                                                          |
| ------------------------------------------------------------------- | ---- | -------------------------------------------------------------------------------- |
| In the Gray Zone (グレーゾーンにて。 Gray Zone nide) (Hatsune Miku) | 2009 | Bài hát đầu.                                                                     |
| Two-Faced Lovers (裏表ラバーズ Ura Omote Lovers) (Hatsune Miku)     | 2009 | Bài hát thứ sáu. Nhận hơn 1,000,000 lượt xem.                                    |
| Rolling Girl (ローリンガール) (Hatsune Miku)                        | 2010 | Nhận hơn 1,000,000 lượt xem.                                                     |
| World's End Dancehall (ワールズエンド・ダンスホール) (Hatsune Miku) | 2010 | Nhận hơn 1,000,000 lượt xem.                                                     |
| Unhappy Refrain (アンハッピーリフレイン) (Hatsune Miku)             | 2011 | Nhận hơn 1,000,000 lượt xem.                                                     |
| Unknown Mother Goose (アンノウン・マザーグース) (Hatsune Miku)      | 2017 | Nhận hơn 1,000,000 lượt xem. Bài hát cuối cùng do WOWAKA sáng tác trước khi mất. |